# Festlandsdegen
Als Festlandsdegen bezeichnete man in der Geschichtsschreibung und Publizistik vor allem des 18. und 19. Jahrhunderts schlagwortartig den exponierten Verteidiger der machtpolitischen Interessen des Vereinigten Königreichs auf dem europäischen Festland.

## Klassischer Gebrauch
So sah man z. B. Preußen während des Siebenjährigen Krieges als Festlandsdegen an, der einem Degen gleich den politischen Gegner auf Distanz halten sollte. Napoleon Bonaparte sah in Russland den Festlandsdegen Großbritanniens.
Hintergrund dieser Perspektive war die historisch bedingte relative Vernachlässigung der englischen Landstreitkräfte gegenüber dem Flottenbau der Seemacht England vom letzten Drittel des 16. Jahrhunderts an. Wer in Zeiten der Undurchführbarkeit einer Invasion über den Seeweg auf dem Territorium des potenziellen Gegners nicht unmittelbar präsent sein konnte, benötigte daher einen Festlandsdegen, um seiner Machtpolitik Nachdruck verleihen zu können.
Selbst im 20. Jahrhundert benutzte man diesen Begriff noch, indem man während des Ersten Weltkrieges Frankreich als Festlandsdegen Großbritanniens, wie z. B. von Erich von Falkenhayn, und im Verlauf des Zweiten Weltkrieges die Sowjetunion von deutscher Seite aus als Festlandsdegen Großbritanniens bezeichnete, den man diesem „aus der Hand schlagen müsse.“

## Wandlung des Begriffs
Auch die Bundesrepublik Deutschland und die Türkei wurden in jüngerer Vergangenheit von rechtskonservativer Seite als Festlandsdegen der USA bezeichnet. Dabei veranschaulicht sich nun auch die spätestens seit dem Zweiten Weltkrieg sich manifestierende Verabschiedung Großbritanniens vom Weltmacht- bzw. Seemachtstatus, der nun selbst in der schlagwortartigen Begrifflichkeit auf die Vereinigten Staaten übertragen wird. Ungewöhnlich ist hingegen die Bezeichnung Kroatiens als potenzieller Festlandsdegen der USA.
Vereinzelt übertrug man das sprachliche Bild auch auf Einzelpersonen: Christoph Stölzl sei laut der ZEIT „in Berlin plötzlich als ‚geschichtspolitischer Festlandsdegen des konservativen Bundeskanzlers‘ Kohl beargwöhnt“ worden.